# Nikki Budzinski
Nicole Jai Budzinski, detta Nikki (Peoria, 11 marzo 1977), è una politica statunitense, membro della Camera dei Rappresentanti per lo stato dell'Illinois dal 2023.

## Biografia
Figlia di due sindacalisti, Nikki Budzinski nacque a Peoria e studiò presso l'Università dell'Illinois - Urbana-Champaign. Svolse degli stage presso il deputato Dick Gephardt, il senatore Paul Simon e Planned Parenthood. Lavorò poi come dirigente del sindacato United Food and Commercial Workers.
Attiva politicamente con il Partito Democratico, nel 2018 fu membro del team del candidato alla carica di governatore dell'Illinois J. B. Pritzker, occupandosi dell'organizzazione strategica. Quando Pritzker vinse le elezioni, Nikki Budzinski venne nominata direttrice del processo di transizione e fu inoltre scelta come consigliera anziana del governatore. Al tempo stesso, operò come presidente del Broadband Advisory Council, un'agenzia statale impegnata nell'espandere l'accesso, l'adozione e l'utilizzo della banda larga nello stato dell'Illinois. Lasciò entrambi i posti di lavoro nel febbraio del 2021, quando accettò il posto di capo dello staff all'interno dell'Ufficio per la gestione e il bilancio della Casa Bianca, per cui era stata proposta su indicazione di John Podesta.
Rassegnò le proprie dimissioni nel luglio dello stesso anno, candidandosi un mese dopo alle elezioni per la Camera dei Rappresentanti, per un distretto congressuale riconfigurato a favore dei democratici. Dopo aver vinto le primarie del partito, sconfisse l'avversaria repubblicana nelle elezioni generali con un margine di scarto di oltre tredici punti percentuali, divenendo così deputata.